# Roger Piérard
Roger Piérard (Bruxelles, 28 agosto 1887 – ...) è stato un calciatore belga, di ruolo difensore.

## Caratteristiche tecniche
Giocava nel ruolo di terzino destro.

## Carriera
Nazionale belga, nel Milan giocò 3 amichevoli.